# Mukhavina
Mukhavina, auch mukha vina (Sanskrit  मुखवीणा, aus mukha, „Mund“, „Gesicht“ und vina, „(Saiten)instrument“), ist ein kurzes, kegelförmiges Doppelrohrblattinstrument der indischen Musik, das in Südindien überwiegend in einigen Formen hinduistischer Tempelmusik häufig zusammen mit der Kesseltrommel dhanki gespielt wird.
Allgemein bezeichnet mukhavina zusammenfassend die Gruppe der indischen Doppelrohrblattinstrumente, zu denen neben der größeren südindischen nadaswaram die nordindische shehnai und weitere, in der regionalen Volksmusik gespielte Kegeloboen gehören. Diese stammen aus altindischer Zeit oder kamen mit mehreren muslimischen Eroberungswellen nach Südasien.

## Herkunft

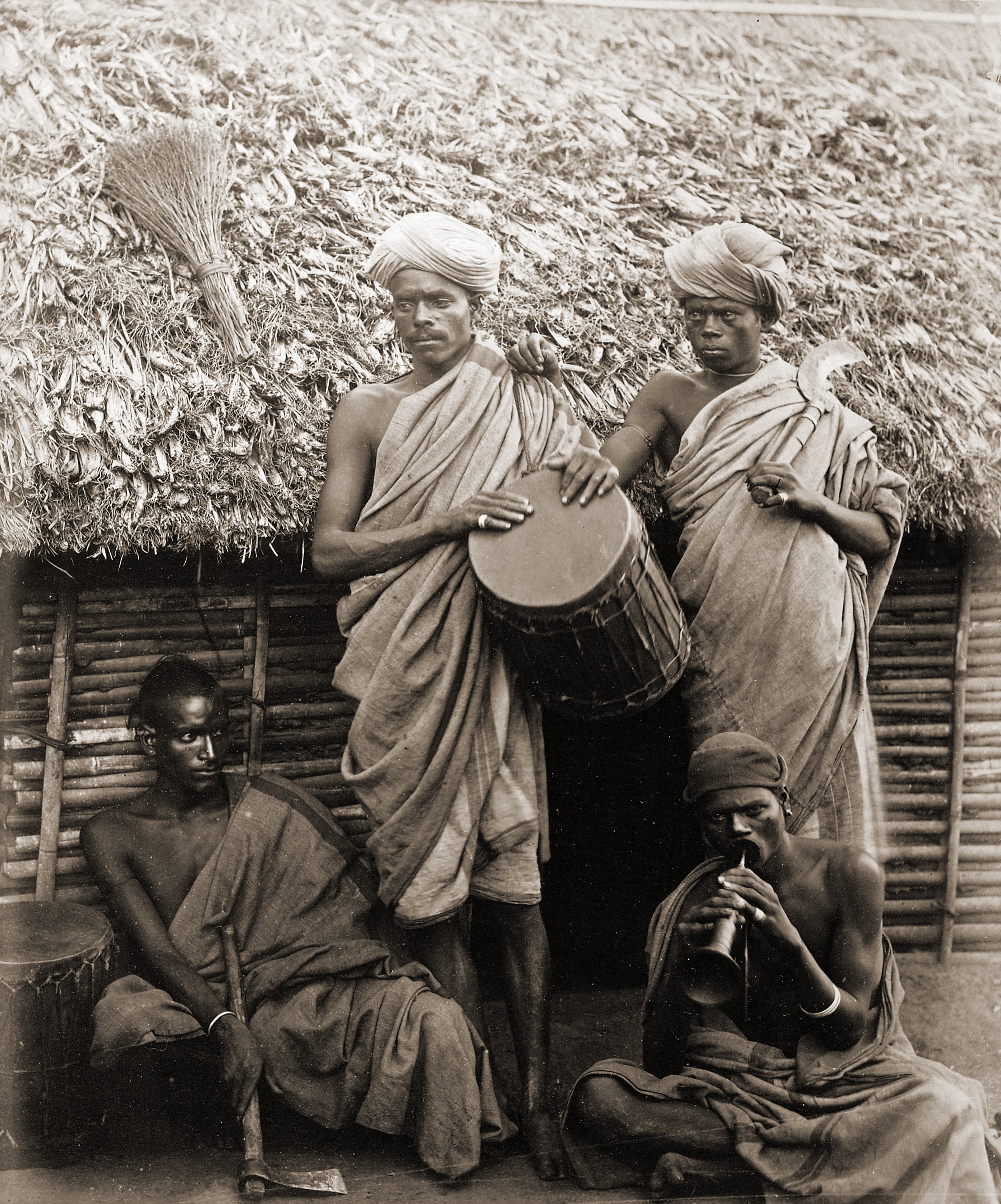
Irulas, eine Adivasi-Gruppe in den südwestindischen Nilgiri-Bergen mit mukhavina und der Zylindertrommel dappu. Aufnahme von 1871/72

In der Sangam-Literatur, die in den ersten nachchristlichen Jahrhunderten auf Tamil verfasst wurde, finden sich zahlreiche Beschreibungen über die südindische Musikkultur jener Zeit. Im Epos Silappadigaram wird die Einteilung der Stadtviertel nach Berufsgruppen, die Lage der Tempel und Paläste und die hoch entwickelte Musizierpraxis beschrieben. Aus den großen Tempeln war vor allem das Schlagen der Trommeln zu hören. Tanzdarbietungen wurden laut dem Silappadigaram und Reliefdarstellungen an religiösen Bauwerken, etwa am Stupa von Amaravati aus dem 2. Jahrhundert n. Chr., von Gesang, Bogenharfen oder Lauten, Flöten, Röhrentrommeln und Händeklatschen begleitet. Ein konisches Blasinstrument – vermutlich mit Doppelrohrblatt – sorgte für einen Bordun, der auf die Tonhöhe der Trommeln gestimmt war. Blasinstrumente sind in Indien gegenüber den Saiteninstrumenten von zweitrangiger Bedeutung, da sie nach den religiösen Gesetzen nicht von Brahmanen gespielt werden dürfen und daher zur Musik der niedrigen Kasten gehören. Einzige Ausnahme ist die mit dem jungen Hirtengott Krishna verbundene Querflöte bansuri (murali), die als Götterinstrument eine besondere Wertschätzung genießt. Doppelrohrblattinstrumente begleiteten in Südindien häufig die Melodieinstrumente mit einem Bordunton. Zu ihnen gehören auch die Sackpfeifen, denen nach südindischer Tradition eine weit zurückreichende Geschichte zugesprochen wird.
Wie Krishna mit der Flöte wird die Göttin Sarasvati mit dem Saiteninstrument vina gezeigt. Vina bezeichnet seit dem Mittelalter mit entsprechenden Präfixen unterschiedliche Stabzithern (Rudra vina und vichitra vina) und Langhalslauten (Sarasvati vina). Demgegenüber steht mukha vina, die mit dem „Mund“ gespielte, also „geblasene Vina“, für die Gruppe der indischen Kegeloboen, die entweder aus altindischer Tradition stammen, mit den ersten muslimischen Eroberern gebracht wurden, die Anfang des 8. Jahrhunderts die nordwestindische Region Sindh erreichten oder zur zentralasiatisch-persischen Kultur gehören, die sich ab dem 13. Jahrhundert und besonders im 16. Jahrhundert während der Mogulzeit verbreitete.
Die ersten Blasinstrumente, die vermutlich ein Doppelrohrblatt besaßen, sind mit der Einwanderung zentralasiatischer Völker um die Zeitenwende verbunden. Das älteste indische Wort für ein Doppelrohrblattinstrument, mohori, geht auf den Musikgelehrten Matanga zurück, der zwischen dem 6. und 8. Jahrhundert auf Sanskrit die Abhandlung Brihaddeshi verfasste. Er erwähnt das Rohrblattinstrument als mavari oder madvari, möglicherweise verkürzt aus madhukari (auch madhukali), entsprechend heißt dieses Blasinstrument auf Telugu mahudi und magudi. Beides sind heute südindische Bezeichnungen für pungi, ein von Schlangenbeschwörern gespieltes, einfaches Rohrblattinstrument. Mohori kommt in unterschiedlichen Schreibweisen in späteren Texten vor. Der kanaresische Komponist Purandara (1484–1564) schreibt mourya, der Dichter Govindavaidya erwähnt um 1650 das Blasinstrument mouri. Die Khasi im Nordosten Indiens spielen heute die namensverwandte tangmuri. Schreibweisen für eindeutig als solche zu identifizierende Doppelrohrblattinstrumente in Sanskrittexten des 10. bis 13. Jahrhunderts sind mahvari (madvari), muhuri und muhari. Diese Namen und der damit bezeichnete Oboentyp gehen vermutlich auf die arabische mizmar zurück, die zur Militärmusik der arabischen Eroberer des Sindh gehörte.
Die in Nordindien auch in der klassischen Musik gespielte shehnai ist mit Instrumenten der Volksmusik wie der kleineren sundri in Maharashtra verwandt. Die shahnai gehört seit Einführung ihrer Vorläufer in Indien nach Gründung des Sultanats von Delhi Anfang des 13. Jahrhunderts zum orientalischen Kegeloboentyp surnay (surna). Der Zusammenklang von surna, verschiedenen Trompeten (karna und nafīr) und großen Trommeln (naqqara) in einem naubat genannten arabischen Zeremonialorchester lässt sich bis ins 10. Jahrhundert zurückverfolgen. Die südindische nadaswaram bildet gegenüber der shehnai das andere Ende im Spektrum der indischen Oboentypen. Sie ist deutlich länger als die einteilige shehnai und besitzt einen abnehmbaren Schallbecher. Die nadaswaram wird im 14. Jahrhundert in einem auf Telugu verfassten Text erwähnt. Die in der Volksmusik in Odisha gespielte mohori, die auch mukhavina genannt wird, nimmt eine Zwischenstellung ein. Sie entspricht einer etwas größeren shehnai mit einem abnehmbaren Schallbecher. Ähnlich groß wie die shehnai ist die besonders schrill klingende kuzhal von Kerala. Ottu, olagu, naferi, tota, sundari, pipori, pipahi und pipani heißen weitere indische Doppelrohrblattinstrumente. Die pipani von Maharashtra besteht aus einer Holzröhre mit sieben Fingerlöchern und einem Daumenloch und ist mit aufgesetztem Metallbecher etwa 45 Zentimeter lang. In Assam wird die kali in Ensembles der religiösen Musik zusammen mit großen Paarbecken (bartal) und Doppelkonustrommeln (khol) verwendet. Die etwa 60 Zentimeter lange kali (oder kalia) besitzt eine Spielröhre aus Holz oder Bambus mit einem breiten Messingschallbecher und mit sechs oder sieben Fingerlöchern. Die mit rund 30 Zentimetern Länge kürzeste Kegeloboe in Südasien ist die horanewa in Sri Lanka. Mit fünf bis sieben Fingerlöchern ohne Daumenloch hat sie nur eine Oktave Tonumfang.
Die Bezeichnung mukhavina kommt erstmals im Werk Panditaradhya Charitra des Telugu-Dichters Somanatha vor, der im 12./13. Jahrhundert lebte, in einigen auf Telugu verfassten Balladen, die aus dem 14. Jahrhundert stammen sollen, und ferner im Werk Abhinava Bharata Sarasangraha von Mummadi Chikkabhupala, einem Autor des 17. Jahrhunderts. Die Abhandlung über Musik Sangita Parijata, verfasst im 17. Jahrhundert vom nordindischen Musiktheoretiker Ahobala, beschreibt die mukhavina als eine Schilfgrasröhre von einer Spanne Länge, die mit Birkenblättern (Sanskrit bhurja) umwickelt ist. Eine Aussage über die Art der Tonerzeugung fehlt. Allenfalls aus dem Zusammenhang lässt sich erschließen, welches Blasinstrument mit mukhavina jeweils gemeint ist.

## Bauform und Spielweise

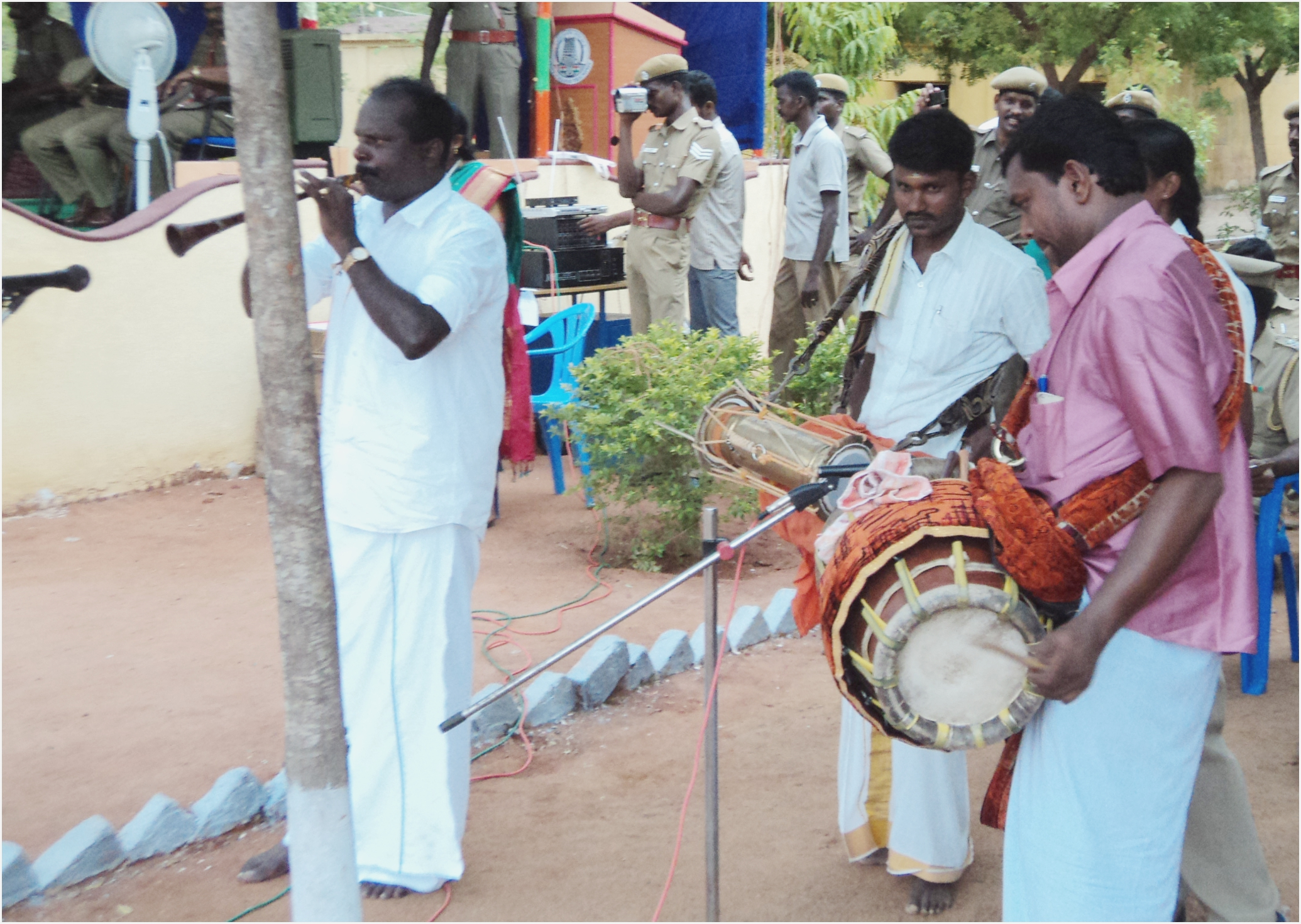
Nayyandi melam mit einer mukhavina, einer Fasstrommel tavil rechts und dahinter einer Doppeltrommel pambai.

Die südindische mukhavina ist eine konische Kegeloboe aus Holz von etwa 35 Zentimetern Länge. Anders als die zylindrischen Oboen mit Schallbecher der persischen Naubat-Orchester (surnay, entsprechend in der Türkei zurna) sind die Spielröhren von shehnai, nadaswaram und mukhavina leicht konisch. Bei manchen Instrumenten ist der hölzerne Schallbecher am Rand mit einem Kupferring umgeben. Das (silberne) dünne Mundstück mit mittelgroßen freien Rohrblättern ist abnehmbar. Der Klang ist weicher und gedämpfter als bei der nadaswaram. Die mukhavina hat sieben oder acht Fingerlöcher. Sie wird wie andere indische Oboen stets zusammen mit einem ähnlichen, einfacher gebauten Borduninstrument gespielt, das allgemein sruti, in Tamil Nadu ottu heißt. Das Borduninstrument ist grifflochlos, besitzt aber vier oder fünf kleine Löcher, die entsprechend der gewünschten Tonhöhe bis auf ein Loch mit Wachs verschlossen werden.
Bis zum 19. Jahrhundert gehörten kleine mukhavina-Ensembles (cinnamelam, Tamil „kleines Ensemble“) zusammen mit einer Doppelkonustrommel mridangam oder einer Kesseltrommel dhanki zur Begleitmusik von Tanztheatern wie dem Yakshagana in Karnataka. Anfang des  20. Jahrhunderts wurde die mukhavina als Begleitinstrument der Bharatanatyam-Tänze durch eine westliche Klarinette ersetzt und die mridangam ist heute an die Stelle einer kleinen Version der maddalam getreten. Bereits im Jahr 1891 stellte der britische Infanterist Charles Russel Day (1860–1900) fest, dass gelegentlich die europäische Klarinette anstelle der mukhavina verwendet wird. Zu seiner Zeit bestand ein südindisches Ensemble zur Begleitung von Tanzdramen ungefähr aus zwei sarangis (Streichlauten), einer tanpura (Zupflaute), einer mukhavina, einer tabla (Kesseltrommelpaar) und einer nagasara (Doppelrohrblattinstrument für einen Bordunton, sruti). Ähnliche kleine Musikgruppen, die im Kern mit mukhavina und dhanki besetzt waren, traten bei Tempelfesten, anderen öffentlichen Festen und Hochzeiten auf.
Die mukhavina-Spieler reisten früher in der Festspielsaison zu Jahresfesten wie Diwali und Pongal und gingen zu den Häusern von Grundbesitzern, die als Förderer der Künste Einladungen aussprachen. Dem cinna melam-Ensemble mit einer mukhavina entsprach das lauter klingende periamelam-Ensemble (perya melam) mit einer spielführenden nadaswaram, einem Doppelrohrblattinstrument ottu für den Bordunton, einer Fasstrommel tavil und Zimbeln.
Melam (Sanskrit mela, „Versammlung“, „Zusammentreffen“) bezeichnet in Südindien ein Musikensemble, genauer ein Ensemble mit mukhavina oder nadaswaram, das nach der Tradition bei keiner Tempelprozession oder Hochzeit fehlen darf. Das am weitesten verbreitete Ensemble, in dem die mukhavina führend ist, heißt nayyandi melam. Diese Ensembles bestehen aus einer mukhavina, einer in Tamil Nadu sruti upanga, ansonsten in Südindien tutti genannten Sackpfeife, die für einen Bordunton sorgt, und einer mridangam oder einer dhanki als rhythmische Begleitung. Ensembles mit mukhavina und dhanki sind heute selten geworden. Die laut tönenden Hochzeitsbands verwenden zusätzlich oder anstelle von shehnai (im Norden) oder nadaswaram (im Süden) Klarinette, Trompete und Saxofon. Sie stehen in der Tradition britischer Militärblasorchester.
Beim hinduistischen Jahresfest Panguni Uthiram tritt in Tamil Nadu das Instrumentalensemble nayyandi melam bei einem reichhaltigen Rahmenprogramm auf. Die Rhythmusinstrumente sind hierbei eine Doppeltrommel pambai, eine Fasstrommel tavil und Zimbeln (thalam). Die Musiker tanzen beim Spielen. Das nayyandi melam-Ensemble begleitet auch Karakattam-Tänze, zu denen mit Wasser gefüllte Tontöpfe auf dem Kopf der Akteure und andere akrobatische Übungen gehören. Sie werden besonders im Thanjavur-Distrikt in Tamil Nadu zu Ehren der Pestgöttin Mariamman aufgeführt.
Die mukhavina gehört besonders zu vishnuitischen Tempelzeremonien. Mukhavina und dhanki werden regelmäßig am Udupi Sri Krishna Matha gespielt, einem sehr verehrten Krishna-Tempel in Udupi (Karnataka).
Die Kota sind wie die Irulas eine Adivasi-Gruppe, die in den Nilgiri-Bergen im Südwesten Indiens lebt. Ihr traditionelles Orchester bei festlichen Anlässen besteht aus halbprofessionellen Musikern, die mukhavina mit einem entsprechenden Borduninstrument und kombu zusammenspielen. Kombu (regional auch kahalay) sind große, gebogene Naturtrompeten aus Kupfer, die stets paarweise eingesetzt werden. Eine höher klingende kombu ist rechts, eine tiefere kombu links am Rand des Orchesters positioniert. Hinzu kommen mehrere große, mit Stöcken geschlagene Zylindertrommeln, dappu.